# يوحنا أنطون
يوحنا أنطون (بالإنجليزية: John Anton)‏ (4 أبريل 1955 بسان فرانسيسكو في الولايات المتحدة - ) هو لاعب كرة قدم أمريكي في مركز الوسط. لعب مع إدمونتون دريلرز ‏ ونادي غوادالاخارا (نادي كرة قدم).